# Automationspyramiden
Automationspyramiden beskriver en övergripande styrarkitekturen inom industriell produktion beskriven i en hierarki i olika nivåer från produktionsordrar till de elektriska signalerna som styr maskinerna.

## Historia
Begreppet "automationspyramid" är sprunget ur Computer-integrated manufacturing – en modell för datorstödd tillverkning som togs fram vid Purdue University under 70- och 80-talet.

## Automationspyramidens nivåer

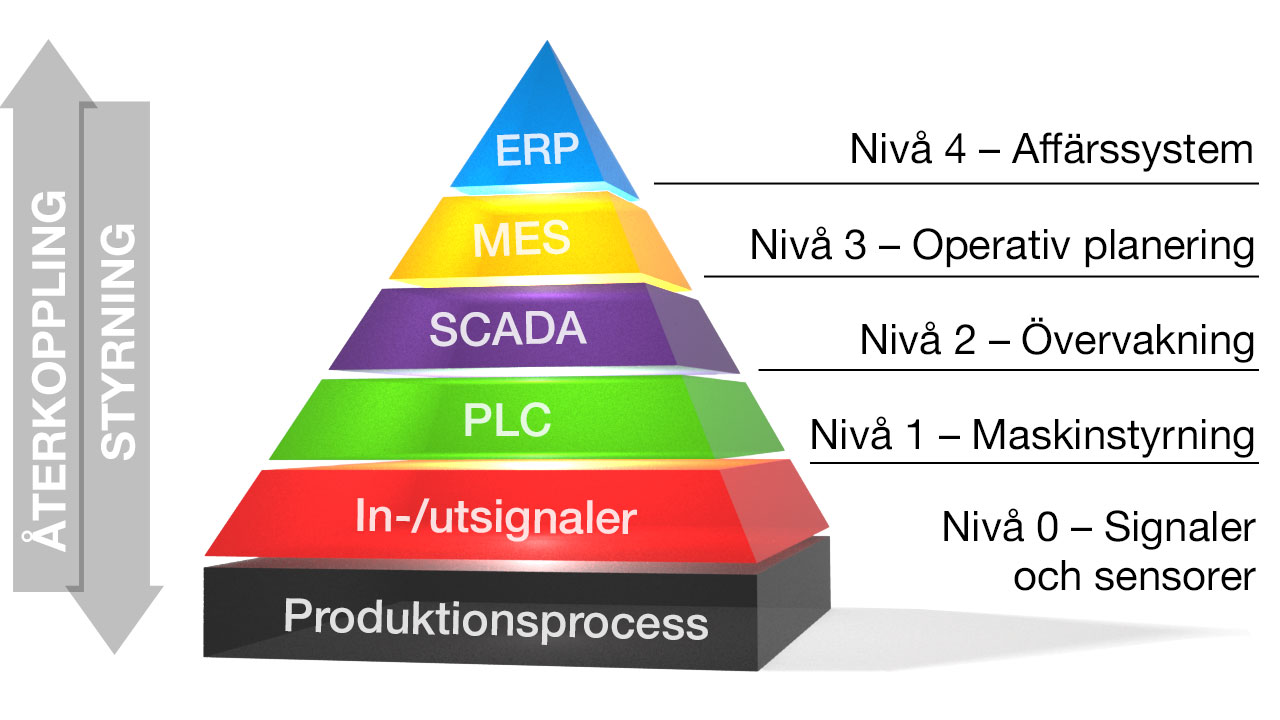
Automationspyramid

Varje nivå har en separat uppgift i produktionen – nämligen att omsätta produktionsordrar (nivå 4) i färdiga produkter (nivå 0). Beroende på implementation/leverantör är gränserna mellan nivåerna flytande, där framförallt uppdelningen mellan nivå 2 och 3 orsakat viss kontrovers.
Att använda just en pyramid understryker såväl hierarki som magnitud i de olika nivåerna.
Den ökande volymen från topp till botten skall utläsas som att ett ERP-system kontrollerar fler än ett styrsystem, som kontrollerar ytterligare fler styrenheter (PLC), som i sin tur kontrollerar ytterligare fler in- och utsignaler. 
| Nivå                  | System                                              | Typiska uppgifter                                                        |
| --------------------- | --------------------------------------------------- | ------------------------------------------------------------------------ |
| Affärssystem          | ERP                                                 | Produktionsplanering, orderbehandling                                    |
| Operativ nivå         | MES, MIS, LIMS                                      | Detaljplanering, Materialhantering, kvalitetshantering                   |
| Övervakning           | Processkontrollsystem / HMI / SCADA                 | Operatörskontroll och övervakning                                        |
| Maskinstyrning        | PLC                                                 | Kontroll, reglering                                                      |
| Signaler och sensorer | Processignaler, ingångs- / utgångsmoduler, fältbuss | Gränssnitt till den tekniska produktionsprocessen via in- och utsignaler |

I litteraturen finns fler än 25 olika varianter av automationspyramiden, där såväl antalet nivåer som benämningar skiljer sig åt.
Allmänt kan nivå 3 och 4 slås samman till en "managementnivå", och individiella nivåer bär ofta branschspecifika namn, t.ex. "processlager", "applikationsskikt" eller "styr- och reglernivå".
På samma sätt kallas ofta maskinstyrningsnivån även "automatiseringsnivån" eller "processnivån".

### Standarder
- IEC 62264 introducerar beteckningarna nivå 0 till 4 och behandlar integrationsnivåerna 2,3 och 4.
- ISA-88.01 och ISA-95 definierar en fysisk modell .